# Езёро-Мальтаньске
Езёро-Мальтаньске (пол. Jezioro Maltańskie) — водохранилище, созданное в польской Познани в 1952 году.
Недалеко от острова Тумского в Познани река Цыбина была перегорожена плотиной, и в 1952 году здесь образовался водоём площадью в 0,64 км². Название связано с Мальтийским орденом, который имел большое влияние в городе за счёт функционирования костёла Святого Яна Иерусалимского на улице Варшавской.
Ежегодно вблизи водохранилища проходят спектакли и постановки Международного театрального фестиваля «Мальта». Весь город живёт фестивалем в конце июня. В этот период обычно организовывается до ста спектаклей.
Неподалеку, на береговом кургане Свободы, располагается первый в Польше лыжный центр «Мальта-Ски». Курган этот высотой более 50 метров над уровнем воды насыпан был в 1919 году в честь независимости Польской республики.
На базе этого озера расположен один из лучших водных треков в Европе. На восточном побережье имеется современнейшая спортивная база.